# DD Osama
David DeShaun Reyes (Harlem, Manhattan, Nueva York, 29 de noviembre de 2006), conocido por su nombre artístico DD Osama, es un rapero estadounidense.

## Vida privada
David DeShaun Reyes nació en Harlem (Nueva York). Es el tercero de seis hermanos. En los que destacan los raperos Jstar Balla, Jayklickin y el fallecido Notti Osama.

## Carrera musical
En 2021, lanzó su primera canción, «Aftermath» junto a su hermano Ethan Reyes, también conocido como Notti Osama, y su compañero rapero Blockwork. Reyes comenzó a recibir reconocimiento alrededor de junio de 2022.
En julio de 2022, su hermano de 14 años, el rapero conocido como Notti Osama, fue asesinado a puñaladas en una estación de metro en El bronx. Este hecho provocó un aumento en la popularidad de su canción «Dead Opps» y la creación de la canción E.4. N (Everything for Notti). DeShaun ha colaborado con los raperos Sugarhill Ddot y el nativo de Chicago Lil Zay Osama y con Lil Baby, Lil Durk, Rylo Rodriguez, Coi Leray, Lil Mabu, Lil Mizzy, HoodStarDotty, Jstar Balla, Edot Babyy, Lawsy, Yogii B, NottiWorldRecords, 2Rare, RAUD, DMP, soFaygo, blockwork, NLE Choppa, Dee Play4Keeps, Roscoe G, DudeyLo,  BLOODIE, Shoebox Baby, Luh Tyler, SheedTs, JayKlickin, 83 Baby, Big Chubbs, Notti Osama, Coyote Jo Bastard, YUME, JJ 6ix, Lil Crix, Bloody Osiris, The Alumni Ensemble of Harlem, A$AP Ferg y BBG Steppaa.
En diciembre de 2022, DD Osama y su compañero rapero neoyorquino Lil Mabu lanzaron un sencillo «Throw» junto con un vídeo musical que lo acompaña. 
En febrero de 2023, trabajó con la rapera Coi Leray y lanzó una canción titulada «Upnow». Poco después de lanzar su álbum «Here 2 Stay» lanzó el sencillo «Let's Do It» dos veces, una con NLE Choppa y la otra con el también rapero de Harlem DeePlay4Keeps. Está afiliado a la pandilla OY (Original Youngins) y grita el nombre de su grupo en las canciones.
En julio de 2023, Reyes realizó la gira «Sorry for the Drought» junto a Lil Durk.

## Discografía

### Mixtapes
| Título      | Detalles del mixtape                                                                                |
| ----------- | --------------------------------------------------------------------------------------------------- |
| Here 2 Stay | - Lanzamiento: 12 de mayo de 2023 - Discográfica: Alamo, SME - Formato: Descarga digital, streaming |